# Mats Nordlander
Mats Uno Nordlander (* 25. November 1963 in Sundsvall) ist ein schwedischer Bogenschütze.
Nordlander trat bei den Olympischen Spielen 1988 in Seoul an und konnte im Einzelbewerben als 30. platzieren; mit der Mannschaft gelang ihm ein 8. Rang. Bei den Weltmeisterschaften 1985 wurde Nordlander mit der Mannschaft Dritter. Er startete für Idrottsföreningen Karlsvik, später für Ankarsvik.
Seine Frau Kristina Nordlander war ebenfalls Bogenschützin.